# Tamouz
Die Tamouz war eine vom Irak entwickelte Mittelstreckenrakete. Sie wurde durch das Clustern von R-17 gebildet.
Der kanadische Raketeningenieur Gerald Bull unterstützte den Irak neben dem Projekt Babylon auch in der Konstruktion durch dynamische Berechnungen für die Tamouz-Rakete. Der Startplatz für Raketentests war das Zentrum für die Erprobung militärischer Raketen im Irak al-Anbar etwa 50 Kilometer südlich von Bagdad. Die Anlage dürfte im 2. Golfkrieg zerstört worden sein.

## Technische Daten
Die maximale Reichweite der Rakete betrug 2.000 km (1,200 mi). Die Rakete war dreistufig.

### Raketenstufen
1. Stufe 0. 5 x R-17. Masse: 5.385 kg. Das Original, die R-11, wurde von Korolev OKB und Makeyev OKB konstruiert. Die erste Stufe bestand aus fünf Scud-Antrieben.
2. Stufe 1. 1 x R-17 bestand aus sechs Scud-Antrieben.[2]
3. Stufe 2. 1 x R-17.